# Torymoides osinius
Torymoides osinius är en stekelart som först beskrevs av Walker 1839.  Torymoides osinius ingår i släktet Torymoides och familjen gallglanssteklar. Inga underarter finns listade i Catalogue of Life.